# Tucows
Tucows (изначально акроним для The Ultimate Collection of Winsock Software, название, давно вышедшее из употребления) была создана во Флинте (Мичиган), США в 1993 году. Корпорация создана в Пенсильвании, а штаб-квартира находится в Торонто (Онтарио, Канада). Компания наиболее известна по её популярному веб-каталогу условно бесплатного, бесплатного и демонстрационного программного обеспечения, доступного для скачивания. Поддерживается система зеркальных сайтов для распределения трафика между несколькими серверами по всему миру. Tucows содержит ПО для многих популярных операционных систем: Windows, Linux и платформы Macintosh, а также для старых версий Windows (в особенности серии Windows 3.x).
Логотипом Tucows являются две коровьи головы — игра слов с омофоном «two cows» (две коровы). Вдобавок, система рейтингов Tucows использует значки коров.

## История компании
Scott Swedorski основал Tucows в 1993 году, чтобы дать пользователям возможность скачивать как свободное, так и пробное программное обеспечение. Internet Direct приобрёл Tucows в 1996 году. STI Ventures приобрёл Tucows в 1999 году.

### Объединение с Infonautics
В 2001 Tucows Inc. стала подразделением Infonautics, а Infonautics сменила имя на Tucows, Inc., — бизнес-тактика, именуемая «обратное поглощение.» Information Today, Inc. сообщала 26 августа 2002 г., что Tucows продала eLibrary и Encyclopedia.com, её поисковую и справочную службы, чикагской компании Alacritude, LLC. Tucows приобрела eLibrary и Encyclopedia.com ранее при слиянии с Infonautics, Inc. в августе 2001 г.

### Покупка NetIdentity.com
15 июня 2006 года Носс открыл, что портфель имён NetIdentity, приобретённый Tucows, представляет по меньшей мере 68 % имён в США и Европе. Носс раскрыл, что стоимость приобретения была 18 миллионов долларов США. 19 февраля 2008 года Tucows анонсировала, что запускает «Службу персональных имён» с использованием портфеля из 39000 доменных имён. «Запуск службы персональных имён знаменует полную интеграцию имённых активов, приобретённых нами вместе с NetIdentity, в наш оптовый канал», сказал Эллиот Носс, президент и исполнительный директор Tucows.

### Покупка ItsYourDomain.com
27 июля 2007 года Tucows приобрела ItsYourDomain.com (IYD), другую частную компанию — оптовый регистратор, аккредитованную в ICANN, и предлагавшую свои доменные сервисы по сети из 2500 филиалов, с более чем 700 тысячами обслуживаемых доменов. Tucows заплатила 10,35 млн долларов США наличными за IYD. «С нашей точки зрения IYD была, возможно, единственной значимой оптовой базой по регистрации доменов, которая могла быть доступна в течение следующих нескольких лет, и являлась совместимым бизнесом, который мы сможем интегрировать в наши существующие операции», сказал Эллиот Носс, президент и исполнительный директор Tucows Inc. ItsYourDomain.com обслуживал 699,951 доменов, в сравнении с 5,919,987 у Tucows; на момент продажи в июле 2007 года ItsYourDomain.com рос в месяц на 29,181, превышая рост Tucows в 21,126.

### Рождение Hover.com
В июне 2008 года Tucows владел тремя системами регистрации доменов: ItsYourDomain (IYD), NetIdentity и DomainDirect. Tucows решил объединить их в одну под названием Hover, которая была запущена в июле 2008. Все пользователи IYD, DomainDirect и NetIdentity были переключены на новую систему Hover.